# Лукканська ліра
Лукканська ліра (італ. Lira lucchese) — грошова одиниця Лукканської республіки, пізніше — Лукканського герцогства. Ділилася на 20 сольдо, які ділилися на 3 кватрино або 12 денаро.

## Історія
Була в обігу до 1800, коли в результаті наполеонівських воєн Лукка захоплена французами, які створили Етрурське королівство.
З 1800 замінена на французький франк, а з 1805 по 1808 в обігу був лукканський франк.
У 1808—1814 Лукка включена до складу Франції, а в 1815 увійшла до складу Великого герцогства Тосканського, і на її терені ходили, відповідно, французький франк та тосканська ліра.
Після відтворення Лукканського герцогства в 1815 на його терені продовжувала обертатися тосканська ліра, поки в 1826 Велике герцогство Тосканське не замінило тосканську ліру на тосканський флорин.
У 1826 на терені Лукки була знову введена в обіг лукканська ліра, що замінила тосканську ліру (хоча лукканська ліра містила менше срібла, ніж тосканська).
Після того, як у 1847 Лукканське герцогство було остаточно приєднано до Великого герцогства Тосканського, лукканська ліра замінена на тосканський флорин за курсом 1 флорин = 2 ліри.

## Монети
У 1826 введені в обіг монети номіналом в 1, 2 і 5 кватрино, в ½, 1, 2, 3, 5 і 10 сольдо, а також в 1 і 2 ліри . Монети номіналом аж до 1 сольдо карбувалися з міді, монети вищої гідності — зі срібла.